# Brûle (album de Miossec)
Albums de Miossec
À prendre
(1998) 1964
(2004)
Brûle est le quatrième album de Christophe Miossec, paru en 2001.

## Liste des titres
| No  | Titre                  | Durée      |
| --- | ---------------------- | ---------- |
| 1.  | Brûle                  | 2 min 38 s |
| 2.  | Tendre S               | 3 min 02 s |
| 3.  | Ainsi soit-elle        | 2 min 09 s |
| 4.  | Dom-Tom                | 2 min 43 s |
| 5.  | Pourquoi ? Parce que ! | 2 min 56 s |
| 6.  | Madame                 | 3 min 24 s |
| 7.  | Tonnerre               | 3 min 14 s |
| 8.  | Le Défroqué            | 3 min 14 s |
| 9.  | Neige                  | 3 min 13 s |
| 10. | Consolation            | 3 min 08 s |
| 11. | Pardonne               | 3 min 11 s |
| 12. | Grandir                | 3 min 07 s |

## Musiciens ayant participé à l'album
- Matthieu Ballet : programmation, accordéon, synthétiseur
- Jérôme Bensoussan : trompette, clarinette, saxophone...
- Christopher Board : piano
- Philippe Entressangle : batterie et percussions
- Simon Marie : contrebasse
- Christophe Miossec : basse et guitare
- Paul Lazar : violon
- Yan Péchin : guitare
- Armand Gonzalez : guitare

Quelques musiciens additionnels ont participé à quelques titres, comme Paul Personne sur Tonnerre.

## Classements
| Chart  | Meilleur classement | Nombre de semaines dans le Top 50 | Certification |
| ------ | ------------------- | --------------------------------- | ------------- |
| France | 6                   | 11                                |               |